# Agnoshydrus ciampori
Agnoshydrus ciampori är en skalbaggsart som beskrevs av Wewalka och Wang 2007. Agnoshydrus ciampori ingår i släktet Agnoshydrus och familjen dykare. Inga underarter finns listade i Catalogue of Life.